# Мій тато — капітан
«Мій тато — капітан» — радянський художній фільм. Знятий режисером Володимиром Бичковим на Кіностудії ім. М. Горького в 1969 році.

## Сюжет
Батько Васі Готовцева — капітан вантажного річкового судна «Ігарка». З великим небажанням він бере сина з собою в останній у цьому році рейс по Єнісею. Хлопчик, який чекав морських пригод, зіткнувся з буденною роботою. До того ж у нього не склалися стосунки зі старпомом, який презирливо кличе Василя пасажиром і скаржиться на нього старому капітану. Ображений Вася тікає на берег і на його пошуки команда витрачає цілу добу. З кожною годиною, через падіння рівня води, зникає надія дійти до тайгового селища. Було вирішено повертати назад, але капітан Готовцев взяв на себе відповідальність і провів судно обмілілим руслом.

## У ролях
- Євген Тетерін —  Іван Макарович Готовцев, капітан «Ігарки»
- Василь Бичков —  Вася Готовцев, його син
- Юльєн Балмусов —  Роберт Чугунов, старпом
- Павло Первушин —  Тихон Федорович Пухов, механік
- Борис Григор'єв —  Борис Войтецький, метеоролог
- Володимир Носик —  Михайло Локотков, студент-кіношник
- Галина Чигинська —  Муся, буфетниця
- Герман Качин —  Льоша, штурман
- Борис Гітін —  «Лимонад», палубний матрос
- Іван Косих —  сплавник
- Юрій Візбор —  попутний пасажир
- Анатолій Ведьонкін —  клоун Савкін, старий знайомий Локоткова
- Олександр Кузнецов —  скандаліст
- Володимир Плотников — епізод
- Хейно Рахе —  епізод
- В. Сизоненко —  епізод
- С. Агаєв —  епізод
- В. Офіцеров —  епізод
- У ролі групи геологів виступив ансамбль «Шукачі».
- У масових зйомках брали участь річники Єнісейського пароплавства.

## Знімальна група
- Сценаристи: Авнер Зак, Ісай Кузнецов
- Режисер:  Володимир Бичков
- Оператор:  Костянтин Арутюнов
- Композитор: Євген Крилатов
- Художник:  Галина Анфілова
- Пісні: Юрія Візбора